# Eudaemonia minor
Eudaemonia minor är en fjärilsart som beskrevs av Holland. Eudaemonia minor ingår i släktet Eudaemonia och familjen påfågelsspinnare. Inga underarter finns listade i Catalogue of Life.